# TV Guia Novelas
A TV Guia Novelas foi uma revista do grupo Cofina Media. Foi pela primeira vez para as bancas a 1 de Março de 2006. Fez parte do segmento das revistas Maria, Ana, Telenovelas e Mariana
O primeiro diretor desta revista foi Nuno Farinha, actualmente Luisa Jeremias é a diretora da TV Guia Novelas.

## Formato
Para além das notícias das novelas e famosos, a publicação aborda ainda outros temas de interesse, como a culinária, a decoração, a moda, a sexualidade e ainda conselhos fiscais e jurídicos. 
Tem suplementos de Culinária, Novelas e Vida Intima.

## O Primeiro Número
O primeiro número foi para as bancas a 1 de Março de 2006, mas, para que os leitores não tivessem que esperar, foi preparada uma acção especial para o dia 20 de Fevereiro, em que o Correio da Manhã deu a oportunidade de os leitores conhecerem, gratuitamente, o primeiro exemplar da ‘TV Guia Novelas’. No mesmo dia, a revista foi distribuída também com a TV Guia e o Destak. .

## O Último Número
Ao fim de 382 edições a TV Guia Novelas chegou ao fim. Os motivos avançados foram a perda de leitores nos últmos meses. A última edição da revista foi para as bancas no dia 19 de Junho de 2013.

## Ligações Externas
- Página oficial no Facebook